# Campionati europei di nuoto 2012 - 100 metri farfalla maschili
La gara dei 100 metri farfalla maschili degli Europei 2012 si è svolta il 25 e 26 maggio 2012 e vi hanno partecipato 53 atleti. Le batterie e le semifinali si sono svolte il 25 e la finale nel pomeriggio del giorno successivo.

## Podio
| Pos.    | Atleta         | Nazione  |
| ------- | -------------- | -------- |
| Oro     | Milorad Čavić  | Serbia   |
| Argento | László Cseh    | Ungheria |
| Bronzo  | Matteo Rivolta | Italia   |

## Record
Prima della manifestazione il record del mondo (RM), il record europeo (EU) e il record dei campionati (RC) erano i seguenti.
| Record mondiale       | 49"82 | Michael Phelps     | 1º agosto 2009 Roma     |
| Record europeo        | 49"95 | Milorad Čavić      | 1º agosto 2009 Roma     |
| Record dei campionati | 51"73 | Evgenij Korotyškin | 14 agosto 2010 Budapest |

Durante la competizione è stato migliorato il seguente record:
| Data      | Evento | Atleta        | Nazione | Tempo | Record                |
| --------- | ------ | ------------- | ------- | ----- | --------------------- |
| 26 maggio | Finale | Milorad Čavić | Serbia  | 51"45 | Record dei campionati |

## Risultati

### Batterie
| Pos. | Atleta                    | Nazionalità | Tempo | Batteria | Corsia | Note |
| ---- | ------------------------- | ----------- | ----- | -------- | ------ | ---- |
| 1    | László Cseh               | Ungheria    | 52"32 | 7        | 4      | Q    |
| 2    | Matteo Rivolta            | Italia      | 52"43 | 7        | 1      | Q    |
| 3    | Milorad Čavić             | Serbia      | 52"46 | 5        | 4      | Q    |
| 4    | Bence Pulai               | Ungheria    | 52"68 | 5        | 1      | Q    |
| 5    | François Heersbrandt      | Belgio      | 52"72 | 7        | 5      | Q    |
| 6    | Dinko Jukić               | Austria     | 52"73 | 6        | 6      | Q    |
| 7    | Peter Mankoč              | Slovenia    | 52"75 | 6        | 3      | Q    |
| 8    | Piero Codia               | Italia      | 52"76 | 6        | 8      | Q    |
| 9    | Ivan Lenđer               | Serbia      | 52"86 | 6        | 5      | Q    |
| 10   | Philip Heintz             | Germania    | 52"91 | 7        | 3      | Q    |
| 11   | Nikita Konovalov          | Russia      | 52"96 | 6        | 4      | Q    |
| 12   | Rafael Muñoz              | Spagna      | 53"01 | 5        | 3      | Q    |
| 13   | Pavel Sankovič            | Bielorussia | 53"04 | 6        | 2      | Q    |
| 14   | Ádám Madarassy            | Ungheria    | 53"10 | 5        | 7      |      |
| 15   | Romain Sassot             | Francia     | 53"12 | 7        | 6      | Q    |
| 16   | Lars Frölander            | Svezia      | 53"23 | 5        | 5      | Q    |
| 17   | Yauhen Tsurkin            | Bielorussia | 53"27 | 6        | 1      | Q    |
| 18   | Medhy Metella             | Francia     | 53"47 | 5        | 6      |      |
| 19   | Alexandru Coci            | Romania     | 53"51 | 7        | 8      |      |
| 20   | Denys Dubrov              | Ucraina     | 53"54 | 3        | 5      |      |
| 21   | Tiago Venâncio            | Portogallo  | 53"56 | 4        | 2      |      |
| 22   | Alon Mandel               | Israele     | 53"57 | 4        | 5      |      |
| 23   | Martin Spitzer            | Austria     | 53"59 | 3        | 3      |      |
| 23   | Simão Morgado             | Portogallo  | 53"59 | 7        | 2      |      |
| 25   | Nico van Duijn            | Svizzera    | 53"63 | 4        | 8      |      |
| 26   | Marco Belotti             | Italia      | 53"84 | 5        | 2      |      |
| 27   | Stefanos Dimitriadis      | Grecia      | 53"85 | 4        | 4      |      |
| 28   | Robert Zbogar             | Slovenia    | 53"89 | 2        | 3      |      |
| 29   | Tom Kremer                | Israele     | 53"97 | 2        | 4      |      |
| 30   | Jan Sefl                  | Rep. Ceca   | 53"99 | 4        | 7      |      |
| 31   | Fotios Koliopoulos        | Grecia      | 54"05 | 3        | 2      |      |
| 32   | Michal Poprawa            | Polonia     | 54"09 | 3        | 8      |      |
| 33   | Bence Biczó               | Ungheria    | 54"10 | 4        | 6      |      |
| 34   | Mario Todorović           | Croazia     | 54"17 | 6        | 7      |      |
| 35   | Stefano Mauro Pizzamiglio | Italia      | 54"27 | 3        | 4      |      |
| 36   | Diogo Carvalho            | Portogallo  | 54"34 | 4        | 1      |      |
| 37   | Alexandre Liess           | Svizzera    | 54"49 | 3        | 6      |      |
| 38   | Martin Verner             | Rep. Ceca   | 54"54 | 3        | 1      |      |
| 39   | Duarte Rafael Mourao      | Portogallo  | 54"56 | 7        | 7      |      |
| 40   | Martin Liivamägi          | Estonia     | 54"62 | 3        | 7      |      |
| 41   | Jonathan Massacand        | Svizzera    | 54"92 | 1        | 3      |      |
| 42   | Yury Suvorau              | Bielorussia | 55"04 | 1        | 2      |      |
| 43   | Lubos Grznar              | Slovacchia  | 55"23 | 2        | 1      |      |
| 44   | Sindri Þór Jakobsson      | Norvegia    | 55"37 | 1        | 4      |      |
| 45   | Martti Aljand             | Estonia     | 55"40 | 1        | 1      |      |
| 46   | Pavels Kondrahins         | Lettonia    | 55"53 | 2        | 8      |      |
| 47   | Bernhard Wolf             | Austria     | 55"62 | 2        | 2      |      |
| 48   | Nikša Roki                | Croazia     | 55"66 | 2        | 6      |      |
| 49   | Edgaras Štura             | Lituania    | 55"70 | 1        | 5      |      |
| 50   | Tadas Duškinas            | Lituania    | 55"71 | 1        | 6      |      |
| 51   | Konstantinos Markozis     | Grecia      | 55"76 | 2        | 5      |      |
| 52   | Raphael Stacchiotti       | Lussemburgo | 55"90 | 2        | 7      |      |
| 53   | Avi Cohen                 | Israele     | 55"91 | 1        | 7      |      |
| -    | Duje Draganja             | Croazia     | -     | 4        | 3      | DNS  |
| -    | Vytautas Janušaitis       | Lituania    | -     | 5        | 8      | DNS  |

### Semifinali
| Pos. | Atleta               | Nazionalità | Tempo | Batteria | Corsia | Note |
| ---- | -------------------- | ----------- | ----- | -------- | ------ | ---- |
| 1    | László Cseh          | Ungheria    | 51"95 | 2        | 4      | Q    |
| 2    | Milorad Čavić        | Serbia      | 52"08 | 2        | 5      | Q    |
| 3    | Ivan Lenđer          | Serbia      | 52"34 | 2        | 2      | Q    |
| 4    | Nikita Konovalov     | Russia      | 52"38 | 2        | 7      | Q    |
| 5    | Rafael Muñoz         | Spagna      | 52"48 | 1        | 7      | Q    |
| 6    | Matteo Rivolta       | Italia      | 52"52 | 1        | 4      | Q    |
| 7    | Bence Pulai          | Ungheria    | 52"56 | 1        | 5      | Q    |
| 8    | Peter Mankoč         | Slovenia    | 52"65 | 2        | 6      | Q    |
| 9    | François Heersbrandt | Belgio      | 52"68 | 2        | 3      |      |
| 10   | Lars Frölander       | Svezia      | 52"86 | 2        | 8      |      |
| 11   | Philip Heintz        | Germania    | 52"91 | 1        | 2      |      |
| 11   | Dinko Jukić          | Austria     | 52"91 | 1        | 3      |      |
| 13   | Piero Codia          | Italia      | 52"93 | 1        | 6      |      |
| 14   | Romain Sassot        | Francia     | 53"03 | 1        | 1      |      |
| 15   | Yauhen Tsurkin       | Bielorussia | 53"07 | 1        | 8      |      |
| 16   | Pavel Sankovič       | Bielorussia | 53"12 | 2        | 1      |      |

### Finale
| Pos.    | Atleta           | Nazionalità | Tempo | Corsia | Note                  |
| ------- | ---------------- | ----------- | ----- | ------ | --------------------- |
| Oro     | Milorad Čavić    | Serbia      | 51"45 | 5      | Record dei campionati |
| Argento | László Cseh      | Ungheria    | 51"77 | 4      |                       |
| Bronzo  | Matteo Rivolta   | Italia      | 52"40 | 7      |                       |
| 4       | Ivan Lenđer      | Serbia      | 52"54 | 3      |                       |
| 5       | Rafael Muñoz     | Spagna      | 52"71 | 2      |                       |
| 6       | Peter Mankoč     | Slovenia    | 52"89 | 8      |                       |
| 7       | Nikita Konovalov | Russia      | 52"96 | 6      |                       |
| 8       | Bence Pulai      | Ungheria    | 53"04 | 1      |                       |